# Titles Deprivation Act 1917
Der Titles Deprivation Act 1917 (deutsche Übersetzung etwa: Titelentzugsgesetz von 1917) ist ein weiterhin geltendes britisches Gesetz, das es gestattete, Feinden Großbritanniens im Ersten Weltkrieg deren britische Adelstitel oder Titel als Prinz des Königreichs zu entziehen.

## Hintergrund
Auf Grund enger verwandtschaftlicher Beziehungen zwischen dem britischen Königshaus und kontinentaleuropäischen Dynastien, insbesondere den Häusern Sachsen-Coburg-Gotha und Hannover, hatten bis ins 20. Jahrhundert hinein zahlreiche deutsche und österreichische Aristokraten auch britische Titel. Dies wurde mit Ausbruch des Ersten Weltkriegs, in dem sich Großbritannien einerseits und Deutschland und Österreich-Ungarn andererseits als Feinde gegenüberstanden, als unpassend empfunden. Hinzu kam, dass ein bei der Bombardierung britischer Städte eingesetzter deutscher Bomber die Bezeichnung „Gotha“ und damit denselben Namen wie die damalige britische Königsdynastie trug.
Der Titles Deprivation Act 1917 gestattete daher dem König, auf Empfehlung eines Ausschusses des Privy Council und mit Zustimmung des Parlaments, solchen britischen Titelträgern, die als Feinde des Vereinigten Königreichs galten („who have, during the present war, borne arms against His Majesty or His Allies, or who have adhered to His Majesty’s enemies“), ihre Titel zu entziehen.
Das Gesetz wurde im November 1917 verabschiedet; der darauf gestützte Entzug der Titel erfolgte im März 1919 (also bereits nach dem Waffenstillstand und kurz vor Unterzeichnung des Versailler Vertrags). Bereits im Juli 1917 hatte sich das britische Königshaus, das wegen seiner Abstammung von Albert von Sachsen-Coburg und Gotha die Bezeichnung „Sachsen-Coburg und Gotha“ trug, in „Windsor“ umbenannt und einseitig auf alle seine deutschen Adelstitel verzichtet.

## Betroffene
Das Gesetz wurde auf folgende Titelträger angewandt:
- Carl Eduard Herzog von Sachsen-Coburg und Gotha (1884–1954) als Duke of Albany, Earl of Clarence, Baron Arklow und Prinz von Großbritannien und Irland
- Ernst August (II.) von Hannover (1845–1923) als Duke of Cumberland and Teviotdale, Earl of Armagh und Prinz von Großbritannien und Irland
- Ernst August von Hannover (III.) Herzog von Braunschweig, Herzog zu Braunschweig und Lüneburg, Prinz von Hannover (1887–1953) als Prinz von Großbritannien und Irland
- Heinrich (Graf) Taaffe (1872–1928) als Viscount Taaffe of Corren und Baron of Ballymote

## Möglichkeit zur Wiederherstellung
Abschnitt 2 des Gesetzes gibt den Nachfolgern von Personen, die durch dieses Gesetz ihre Titel verloren haben, die Möglichkeit, den britischen Monarchen um eine Wiederherstellung zu ersuchen. Das hierfür vorgeschriebene Verfahren sieht vor, dass auf einen solchen Antrag hin ein Ausschuss des Privy Council eingesetzt werden soll, der untersucht, ob der betroffene Nachfolger Großbritannien wohlwollend gegenübersteht („is well affected to His Majesty’s Person and Government“). Auf Empfehlung dieses Ausschusses hin kann der Monarch dann die entzogenen Titel wiederherstellen. Bis heute kam es zu keiner solchen Wiederherstellung durch Erben der Betroffenen. Im Fall des Titels des Viscount Taaffe hat sich dies ohnehin dadurch erledigt, dass diese Familie 1967 im Mannesstamm ausstarb.